# Egbert I van Meißen
Egbert I van Meißen (ca. 1036 - 1068) was een Saksische en Friese graaf uit het geslacht der Brunonen.

## Familiebanden
Egbert I was de tweede zoon van graaf Liudolf van Brunswijk en Gertrudis van Billung, zij is een dochter van Egbert Billung, en een kleindochter van Egbert Eenoog
Hij was vader van:
- Egbert II van Meißen
- Gertrudis
- Amelung, voogd in Paderborn.

## Geschiedenis
In 1057 werd Egbert in één klap een belangrijke hoveling: een groep Saksische opstandelingen, onder leiding van Otto, de buitenechtelijke zoon van Bernard II van Brandenburg, probeerde in een hinderlaag de zesjarige Hendrik IV (keizer) en zijn moeder Agnes van Poitou (1024-1077) te vermoorden. Egbert en zijn broer Bruno II kwamen Hendrik en zijn moeder te hulp en wisten de aanval af te slaan. Bruno sneuvelde bij de gevechten en Egbert werd zwaargewond. Egbert genas en kreeg als beloning naast zijn eigen functies, ook de functies en bezittingen van zijn broer, waaronder het graafschap Midden-Friesland.
Hij werd vazal van de bisschop van Bremen. Ook trouwde hij in dat jaar de bijna twintig jaar oudere Irmengard van Susa, weduwe van Otto III van Zwaben, dochter van Manfred II Olderik van Turijn en een verwante van de keizerlijke familie.
In 1058 nam Egbert deel aan de expeditie tegen graaf Floris I van Holland. In 1063 besliste hij in de stiftkerk van Goslar, de bloedige vete tussen de bisschop van Hildesheim en de abt van Fulda in het voordeel van de bisschop. Een koninklijk onderzoek naar de gang van zaken concludeerde dat Egbert daarbij geen misdaad had begaan. Egbert was in 1062 een van de deelnemers aan de ontvoering van de minderjarige Hendrik IV, wat een coup was tegen het regentschap van diens moeder (de zogenaamde Staatsgreep van Kaiserswerth). Toen Hendrik in paniek van een schip in de Rijn sprong, is Egbert hem nagesprongen en heeft hem zo het leven gered. Na de politieke ondergang van bisschop Adelbert van Bremen in 1066, wist Egbert zijn Friese goederen aan diens leenheerschap te onttrekken.

## Graafschappen en bezittingen
Van zijn vader erfde Egbert I, tezamen met zijn broer, in 1038 het markgraafschap Brunswijk. Voor zijn Oostfaalse bezittingen was hij leenman van de bisschop van Hildesheim. Na de dood van zijn broer in 1057 erfde hij diens Friese bezittingen en werd graaf van Midden-Friesland.
In 1067 werd hij beleend met markgraafschap Meißen. Egbert maakte tijdens het kerstfeest van 1067 te Goslar, met Hendrik plannen om te scheiden van Ermengard om te trouwen met de jonge en rijke Adela van Leuven. Egbert heeft nog een brief geschreven over zijn voornemen tot scheiding en is daarna aan een plotselinge koorts overleden.
De Bruonen beschikten o.a. in de omgeving van Rinsumageest in Oostergo over een bezitscomplex die zij hoogstwaarschijnlijk van de Billungers hadden geërfd en dat in oorsprong aan de Reginingen terugging.